# DOORS
Pour le groupe de musique et les articles homonymes, voir The Doors et The Doors (homonymie).
IBM Engineering Requirements Management DOORS Family (anciennement Rational DOORS), plus communément appelé DOORS, est un logiciel propriétaire de gestion des exigences pour les systèmes et les applications informatiques avancées. Il possède un environnement complet de gestion des exigences qui permet de :
- décrire de façon hiérarchisée un ensemble d'exigences caractérisé par un ensemble d'attributs personnalisables ;
- établir une traçabilité entre ces exigences selon un principe de lien directionnel ;
- travailler de manière collaborative en permettant des accès partagés et des moyens intégrés de collaboration (discussion et propositions de modification) ;
- développer des scripts personnalisés sur la base du langage propriétaire DXL[4].

IBM Engineering Requirements Management DOORS Family fonctionne sur une architecture client/serveur. Un serveur central (sous Windows, Linux ou UNIX) gère les données et les accès concurrents. Chaque utilisateur possède son propre client qui se connecte au serveur pour accéder aux données. Le format de stockage de données est de type Système de fichiers propriétaire.
DOORS était initialement édité par Telelogic avant son rachat par IBM en avril 2008.
IBM a produit depuis le nouveau logiciel "IBM Engineering Requirements DOORS Next" (anciennement Rational DOORS Next Generation) qui comprend une application serveur et un client Web et qui s'exécute sur la technologie de la plateforme IBM Rational Jazz.

## DXL
DXL (Doors Extension Language) est un langage de script développé spécifiquement pour l'utilisation du logiciel DOORS Family. 
Il permet à l'utilisateur : 
- de personnaliser des vues ;
- d'automatiser des tâches répétitives ;
- d'étendre les fonctions proposées par le logiciel ;
- d'importer ou d'exporter des données sous des formats externes à DOORS.